# Nebiwolol
Nebiwolol (łac. nebivololum) – organiczny związek chemiczny stosowany jako lek beta-adrenolityczny III generacji o działaniu rozszerzającym naczynia krwionośne, charakteryzujący się wysoką kardioselektywnością (powinowactwo do receptora β2 jest 321-krotnie mniejsze niż do receptora β1). Nebiwolol jest racemiczną mieszaniną dwóch enancjomerów: D-nebiwololu i L-nebiwololu. D-nebiwolol jest formą aktywną (stukrotnie większe powinowactwo do receptora β1 niż L-nebiwolol).
Cechą odróżniającą nebiwolol od pozostałych leków beta-adrenolitycznych jest jego zdolność do rozkurczu naczyń krwionośnych, zarówno tętnic, jak i żył, co uzależnione jest od wpływu na syntezę tlenku azotu.
Lek jest podawany drogą doustną, a metabolizowany przez układ CYP 2D6 poprzez aromatyczną hydroksylację. Wydalanie z organizmu odbywa się z moczem i kałem.

## Wskazania
- nadciśnienie tętnicze
- niewydolność serca[2][3]
- choroba niedokrwienna serca

## Działania niepożądane
- bradykardia
- blok przedsionkowo-komorowy II i III stopnia
- objaw Raynauda
- skurcz oskrzeli
- ból głowy, zawroty głowy
- biegunka, nudności, wymioty
- skórne reakcje alergiczne
- koszmary, zaburzenia widzenia
- impotencja, choć istnieją badania sugerujące wręcz poprawę potencji w przypadku zastąpienia innych β-blokerów nebiwololem[4]

## Przeciwwskazania
Przeciwwskazania do stosowania nebiwololu:
- blok przedsionkowo-komorowy II i III stopnia
- bradykardia
- wstrząs kardiogenny
- jawne objawy zaburzeń krążenia obwodowego
- ciąża (kategoria C)
- łuszczyca
- należy zachować ostrożność w cukrzycy
- nie badano działań leku u dzieci